# Los lobos (película de 2019)
Los lobos es una película dramática mexicana de 2019 dirigida por Samuel Kishi y escrita por Kishi, Luis Briones y Sofía Gómez-Córdova.
Los lobos es la segunda película de Kishi, que es semiautobiográfica y se basa parcialmente en los propios recuerdos de Kishi. Fue nominada a 13 Premios Ariel, y ganó dos: Premio Ariel a la Mejor Actriz de Reparto para Cici Lau, y Mejor Banda Sonora Original para Kenji Kishi.

## Sinopsis
La trama cuenta la historia de Lucía (Martha Reyes Arias), quien acaba de emigrar a Albuquerque, Nuevo México con sus hijos Max (Maximiliano Nájar Márquez) y Leo (Leonardo Nájar Márquez), de 8 y 5 años, respectivamente, quienes pasan la mayor parte de su tiempo en su pequeño apartamento mientras su madre trabaja.
Presenta diálogos en español e inglés. Los temas de la trama se han comparado con los de The Florida Project.

## Reparto
- Martha Reyes Arias como Lucía[6]
- Maximiliano Nájar Márquez como Max[6]
- Leonardo Nájar Márquez como Leo[6]
- Cici Lau como La Señora Chang[6]

## Lanzamiento
La película se estrenó en la 24.ª edición del Festival Internacional de Cine de Busan en octubre de 2019 y luego se proyectó en otros festivales, incluido en la 70.ª edición del Festival Internacional de Cine de Berlín.

## Recepción
El agregador de reseñas Rotten Tomatoes, reporta un porcentaje de aprobación 87% de reseñas positivas, de un total de 15 reseñas, con un promedio ponderado de 7.60/10.

## Reconocimientos
| Año  | Premio                                     | Galardón                       | Nominado                                         | Resultado | Referencias |
| ---- | ------------------------------------------ | ------------------------------ | ------------------------------------------------ | --------- | ----------- |
| 2021 | Premios Ariel                              | Mejor película                 | Mejor película                                   | Nominada  | [ 3 ] [ 4 ] |
| 2021 | Premios Ariel                              | Mejor dirección                | Samuel Kishi Leopo                               | Nominado  | [ 3 ] [ 4 ] |
| 2021 | Premios Ariel                              | Mejor actriz                   | Martha Reyes Arias                               | Nominada  | [ 3 ] [ 4 ] |
| 2021 | Premios Ariel                              | Mejor coactuación femenina     | Cici Lau                                         | Ganadora  | [ 3 ] [ 4 ] |
| 2021 | Premios Ariel                              | Mejor revelación actoral       | Leonardo Nahim Nájar Márquez                     | Nominado  | [ 3 ] [ 4 ] |
| 2021 | Premios Ariel                              | Mejor revelación actoral       | Maximiliano Nájar Márquez                        | Nominado  | [ 3 ] [ 4 ] |
| 2021 | Premios Ariel                              | Mejor música                   | Kenji Kishi                                      | Ganador   | [ 3 ] [ 4 ] |
| 2021 | Premios Ariel                              | Mejor vestuario                | Sheila Eden & Nohemi Gonzalez                    | Nominadas | [ 3 ] [ 4 ] |
| 2021 | Premios Ariel                              | Mejor diseño de arte           |                                                  | Nominado  | [ 3 ] [ 4 ] |
| 2021 | Premios Ariel                              | Mejor sonido                   |                                                  | Nominado  | [ 3 ] [ 4 ] |
| 2021 | Premios Ariel                              | Mejor edición                  | Samuel Kishi Leopo                               | Nominado  | [ 3 ] [ 4 ] |
| 2021 | Premios Ariel                              | Mejor fotografía               | Octavio Arauz                                    | Nominado  | [ 3 ] [ 4 ] |
| 2021 | Premios Ariel                              | Mejor guion original           | Samuel Kishi, Luis Briones & Sofía Gómez-Córdova | Nominados | [ 3 ] [ 4 ] |
| 2021 | Premios Cinematográficos José María Forqué | Mejor película latinoamericana | Mejor película latinoamericana                   | Nominada  | [ 9 ]       |
| 2022 | Premios Goya                               | Mejor película iberoamericana  | Mejor película iberoamericana                    | Nominada  | [ 10 ]      |